# Sunken Road Cemetery Villers-Plouich
Le cimetière « Sunken Road Cemetery Villers-Plouich » est l'un des trois cimetières militaires de la Première Guerre mondiale situés sur le territoire de la commune de Villers-Plouich Nord.

## Historique
Villers-Plouich fut occupé par les Allemands dès le début de la guerre, le 28 août 1914, et le resta jusqu'en avril 1917, date à laquelle il fut repris par les forces du Commonwealth. Il fut perdu en mars 1918 lors des attaques allemandes de la bataille de Cambrai. Le secteur a définitivement été repris aux Allemands à la fin du mois de septembre 1918 après de violents combats par les soldats du East Surrey Regiment qui furent les premières troupes à entrer dans le village. Le village a été plus tard « adopté » par l'arrondissement de Wandsworth.

## Localisation
Ce petit cimetière est situé juste à mi-chemin entre Villers-Plouich et le hameau de Beaucamps.

## Caractéristique
Ce cimetière a été créé en avril 1917.

## Galerie

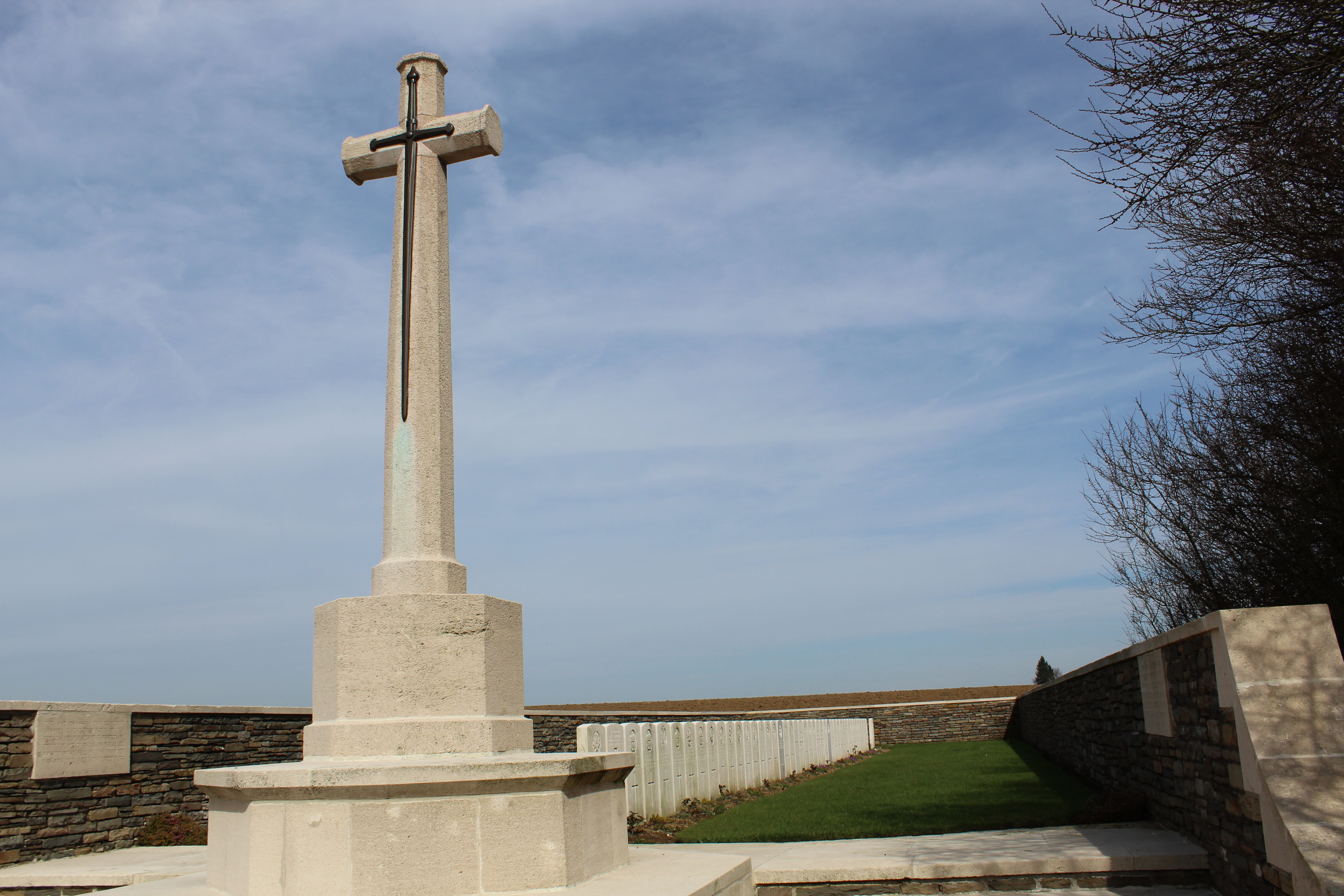
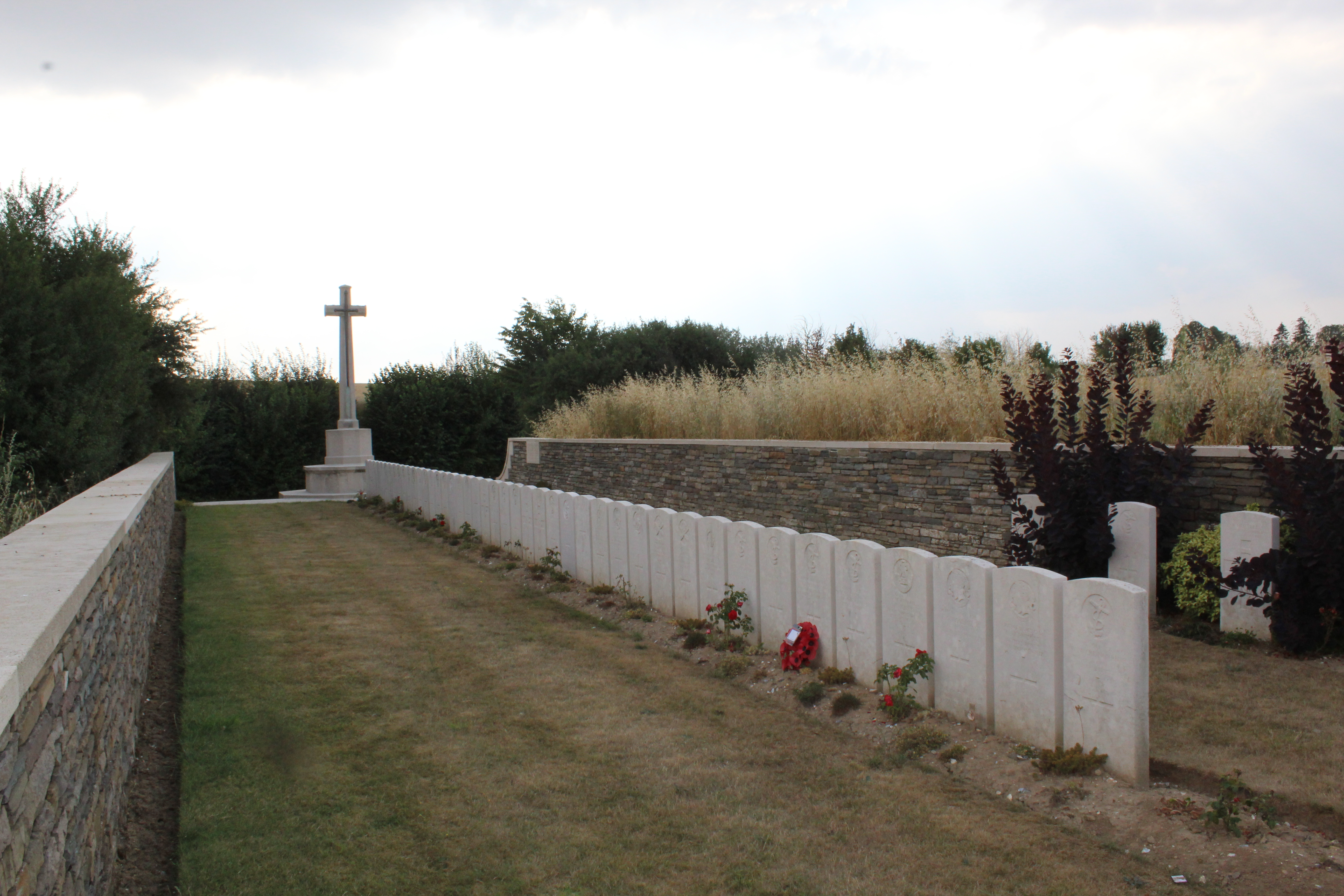
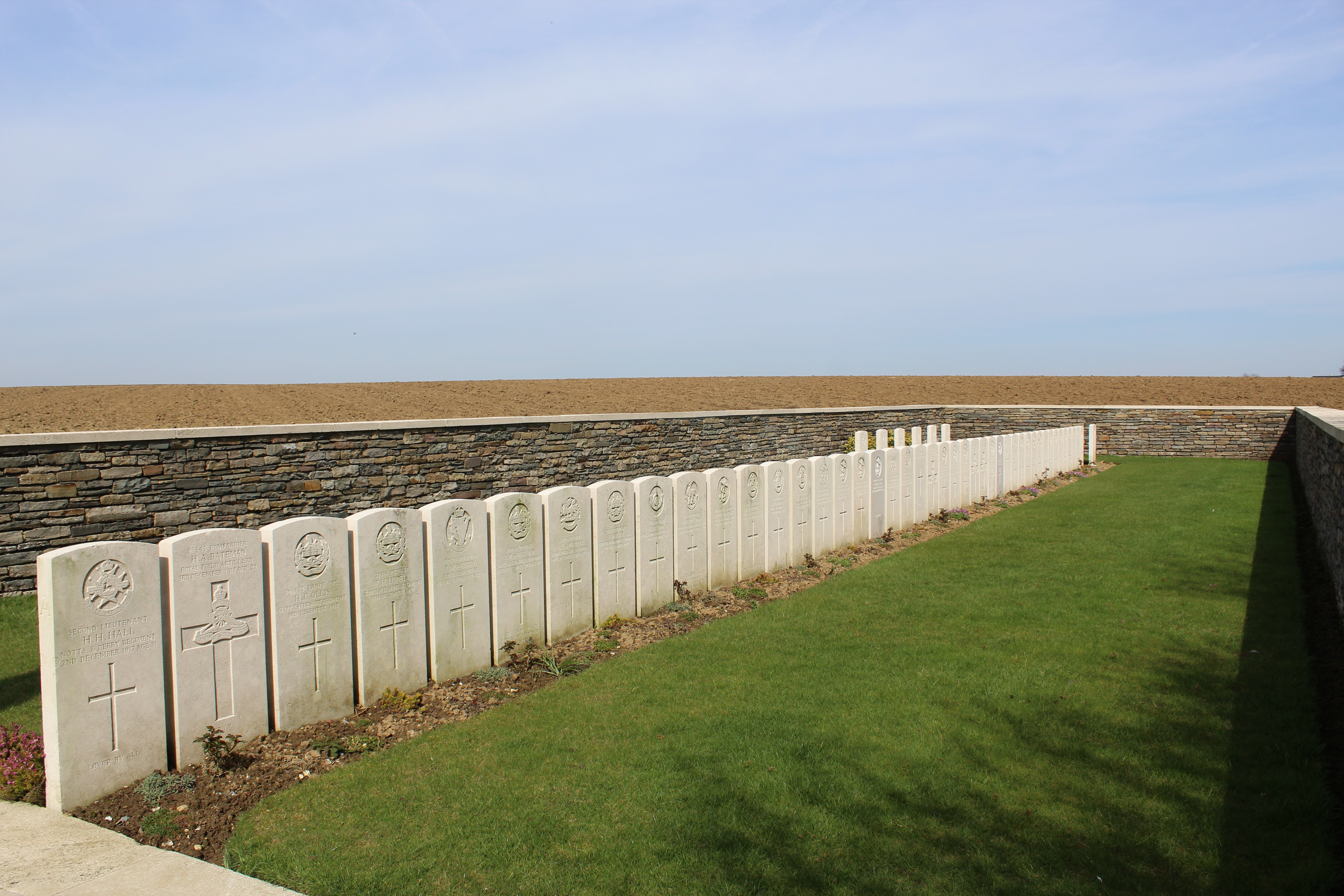
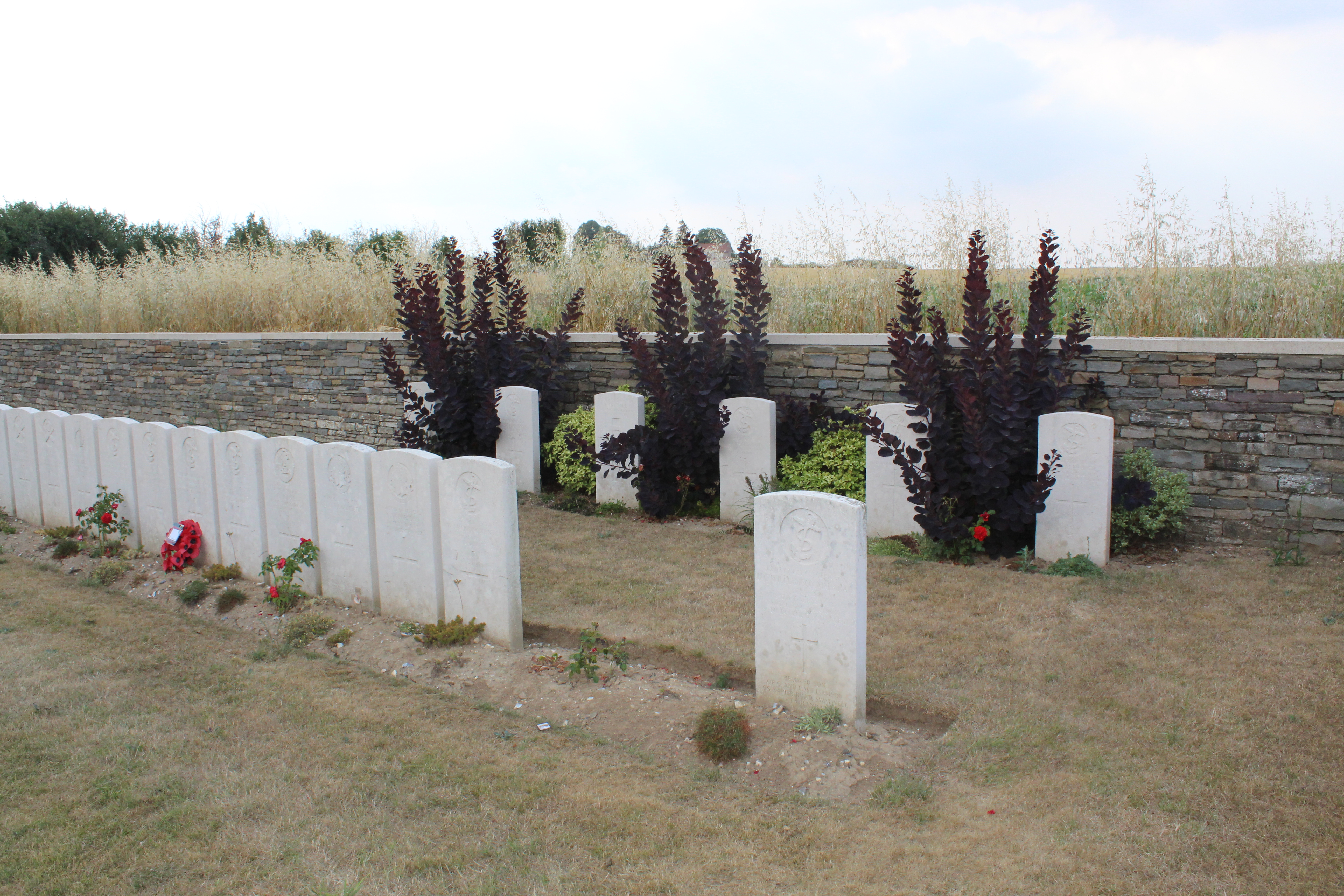

## Sépultures
| Pays        | Sépultures |
| ----------- | ---------- |
| Royaume-Uni | 48         |